# Gina Wild – Jetzt wird es schmutzig
Gina Wild – Jetzt wird es schmutzig ist ein deutscher Pornofilm aus dem Jahr 1999. Er ist der erste Film einer Reihe, die den nationalen Durchbruch der Hauptdarstellerin Michaela Schaffrath alias Gina Wild bedeutete.

## Handlung
Hauptdarstellerin Gina Wild ist in Frankreich, um ein Fotoshooting zu machen. Anfangs fährt sie mit ihrem Geliebten über die Avenue des Champs-Élysées zu ihrem Fotografen und ist in eine explizite Szene mit ihrem Geliebten verstrickt. Im Studio ihres Fotografen fehlt dieser jedoch, und sie trifft nur Omar an, seinen Gehilfen, mit welchem sie nun Sex hat. Anschließend fährt sie nach Hause und vollzieht mit einer Bekannten homosexuelle Handlungen. Jene Bekannte berichtet in einem Flashback von zwei Männern, mit denen sie nach einem Diskobesuch in einen Koitus involviert war. Nun betrachtet Gina in einem dunklen Raum einen pornographischen Film. Es folgt ein Szenenwechsel, woraufhin sie Geschlechtsverkehr mit einem Mann hat. An diese Szene anschließend läuft sie wieder eine Straße entlang und hat Sex mit zwei betrunkenen Männern, die nach eigener Aussage eine Überraschung ihres Freundes sind. Nachdem sie einen unbekannten Raum betritt, wird sie Zeuge eines Sexualaktes zwischen ihrem Freund und einer anderen Frau. Sie scheint ihm jedoch zu verzeihen und lässt sich von ihm ausführen. Während der Autofahrt masturbieren sie sich gegenseitig. Wie sich herausstellt, fahren sie wieder zu einem Fotografen, der nun in der Tat anwesend ist und den Geschlechtsverkehr zwischen einem Mann und zwei Frauen fotografiert. Der Film endet mit einer Bukkake-Szene.

## Nachwirkung
Mit der Filmreihe „Gina Wild – Jetzt wird es schmutzig“, die man ausschließlich für den Videomarkt produzierte, wurde Michaela Schaffrath durch ihre Art der Darstellung zu einer bekannten Größe in der deutschen Öffentlichkeit. Ihre Popularität war immerhin so groß, dass man ihr in Mainstream-Fernsehproduktionen mehrere Nebenrollen gab („Tatort“, „Sperling“). Aufgrund des Erfolgs und der wachsenden Bekanntheit der Protagonistin wurden noch sechs weitere Filme unter dem Label „Gina Wild – Jetzt wird es schmutzig“ produziert.
- Gina Wild – Jetzt wird es schmutzig 2 – Ich will kommen (1999)
- Gina Wild – Jetzt wird es schmutzig 3 – Orgasmus pur (1999)
- Gina Wild – Jetzt wird es schmutzig 4 – Durchgefickt (1999)
- Gina Wild – Jetzt wird es schmutzig 5 – Ich will euch alle (2000)
- Gina Wild – Jetzt wird es schmutzig 6 – Im Rausch des Orgasmus (2001)
- Gina Wild – Jetzt wird es schmutzig 7 – In der Hitze der Nacht (2001)